# Xyris juncea
Espèce

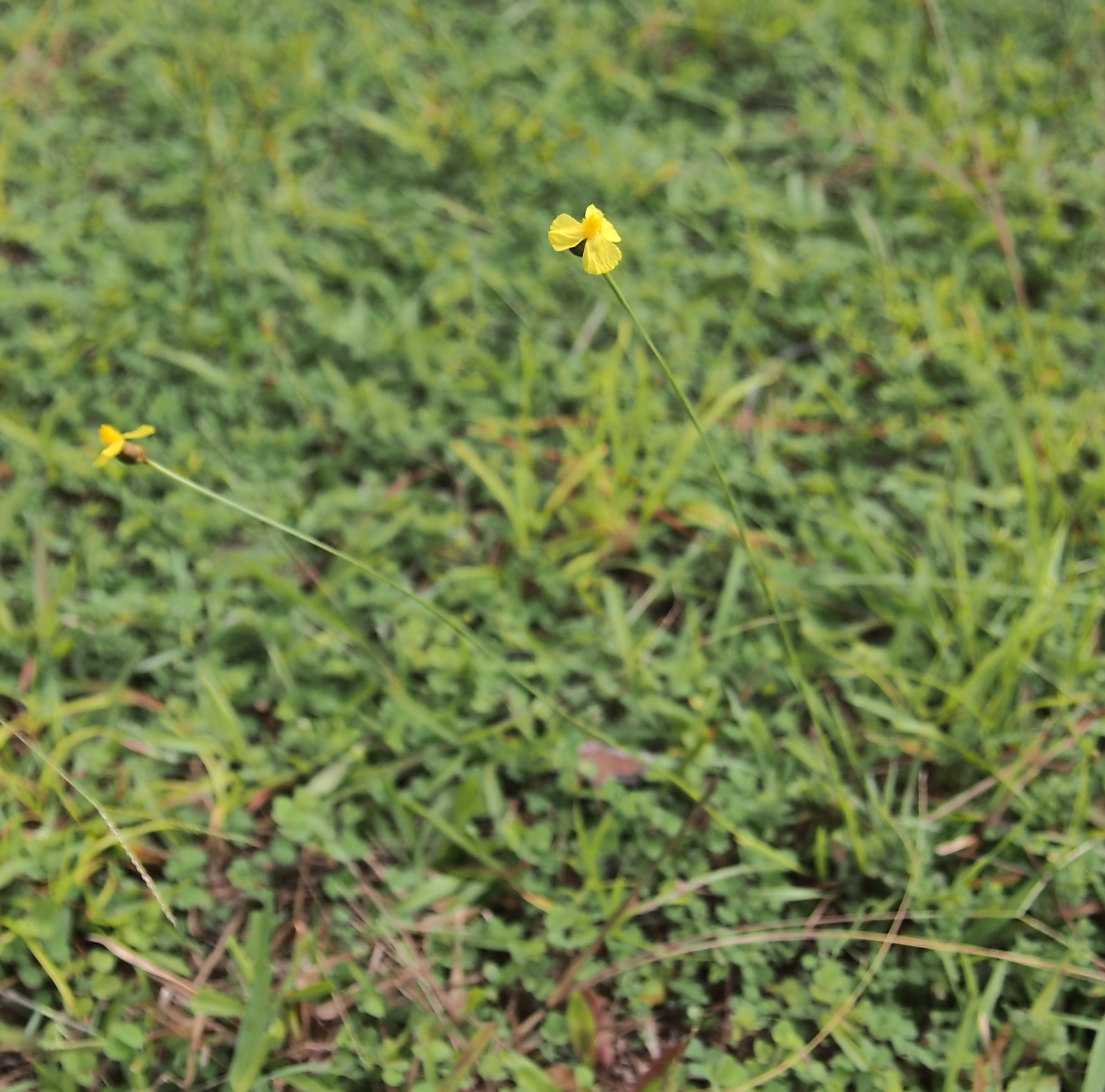
OEil jaune nain

Xyris juncea est une espèce de la famille des Xyridaceae. Il est couramment dénommé l’œil jaune nain. C'est une espèce de plante à fleurs que l'on trouve dans le Nord et l'Est de l'Australie. Elle est répandue dans les zones marécageuses.

## Description
Il s'agit d'une plante herbacée touffue, qui peut atteindre 30 cm de haut. C'est l'une des nombreuses plantes publiées pour la première fois par Robert Brown avec le type d'espèce connu sous le nom de (J.) v.v. Apparaissant dans son Prodromus Florae Novae Hollandiae et Insulae Van Diemen en 1810,.

## Liste des variétés
Selon GBIF (27 décembre 2023) :
- Xyris juncea var. juncea
- Xyris juncea var. tenuior R.Br. ex Rendle, 1899

## Systématique
Le nom correct complet (avec auteur) de ce taxon est Xyris juncea R.Br..
L'épithète spécifique juncea est dérivée du latin, signifiant une ressemblance avec une sedge (Cyperaceae).